# Canton de Melun-Sud
Le canton de Melun-Sud est une ancienne division administrative française, située dans le département de Seine-et-Marne et la région Île-de-France.

## Composition

### De sa création à 1976
Il était composé des communes de :
- Melun (partie sud)
- Barbizon
- Chailly-en-Bière
- Pringy
- La Rochette
- Saint-Fargeau-Ponthierry
- Dammarie-les-Lys
- Vosves
- Arbonne-la-Forêt
- Boissise-le-Roi
- Cély-en-Bière
- Fleury-en-Bière
- Perthes
- Saint-Germain-sur-École
- Saint-Martin-en-Bière
- Saint-Sauveur-sur-École
- Villiers-en-Bière

### De 1976 à 2015
Le canton de Melun-Sud groupait 3 communes jusqu'en mars 2015 :
- Livry-sur-Seine, 1 941 habitants
- Melun, (partie sud de la commune)
- La Rochette, 3 042 habitants

Il a été inclus dans le nouveau canton de Melun.

## Histoire
En 1976, le Canton de Melun-Sud est divisé, et le Canton de Perthes est créé.

## Représentation

### Conseillers généraux de 1833 à 2015
| Période               | Identité                                | Parti            | Qualité |
| --------------------- | --------------------------------------- | ---------------- | --- |
| 1833-1839             | Georges Chamblain (1778-1847)           |                  | Notaire Maire de Melun (1815-1824, 1831-1832) |
| 1839-1856             | Comte Jean de Dieu Henry de Lyonne      |                  | Ancien chef de bataillon de la Garde Nationale Propriétaire à Saint-Fargeau                                                                               |
| 1856-1871             | Baron Charles Moreau de la Rochette     | Droite           | Propriétaire Maire de La Rochette (1845-1889) |
| 1871-1874             | Alfred Vellaud                          |                  | Avocat, propriétaire Maire de Samois-sur-Seine |
| 1874-1880             | Baron Charles Moreau de la Rochette     | Droite           | Propriétaire Maire de La Rochette (1845-1889) |
| 1880-1882 (démission) | Louis Nicolas Poirrier                  | Républicain      | Propriétaire, maire de Boissettes (1876-1881) |
| 1882-1886             | Frédéric Humbert                        | Républicain      | Avocat - Propriétaire aux Vives-Eaux (Dammarie-les-Lys) Député (1885-1889)                                                                                |
| 1886-1887             | Alphonse Cotelle                        | Républicain      | Manufacturier à Ponthierry, conseiller d'arrondissement                                                                                                   |
| 1887-1889             | Claude Edouard Clémançon                | Droite           | Propriétaire aux Bordes, commune de Villeneuve-les-Bordes                                                                                                 |
| 1889-1894 (démission) | Frédéric Humbert                        | Républicain      | Avocat - Propriétaire aux Vives-Eaux (Dammarie-les-Lys) Ancien député (1885-1889)                                                                         |
| 1894-1897 (décès)     | Alexis Aubrat                           | Rad.             | Ingénieur des Ponts et Chaussées en retraite à Melun |
| 1897-1900 (décès)     | Constant Desforges (1856-1900)          | Rad.             | Propriétaire à Ponthierry |
| 1901-1919             | Alphonse Desforges (frère du précédent) | Rad.             | Industriel Conseiller municipal de Ponthierry |
| 1919-1922             | Léon Jacquin                            | Entente (Droite) | Industriel Adjoint au Maire de Dammarie-les-Lys |
| 1922-1928 (démission) | Abel Gaboriaud                          | Rad.             | Administrateur de sociétés coloniales Propriétaire à Arbonne-la-Forêt                                                                                     |
| 1928-1934             | Léon Jacquin                            | URD              | Industriel - Maire de Dammarie-les-Lys (1925-1935) |
| 1934-1940             | Edmond Pelbois                          | URD              | Médecin, Maire de Melun (1934) |
|                       |                                         |                  | |
| 1943-1945             | Gabriel de Mun                          |                  | Adjoint au maire de Dammarie-lès-Lys Nommé conseiller départemental en 1943 Président du Conseil départemental (1943-1945)                                |
|                       |                                         |                  | |
| 1945-1949 (décès)     | Edmond Pelbois                          | PRL              | Médecin, Ancien Maire de Melun |
| 19 juin 1949-1951     | Marcel Houdet                           | RGRIF-RPF diss.  | Négociant, conseiller municipal de Melun |
| 1951-1958             | Marc Jacquet                            | RPF puis RS      | Administrateur de sociétés Député (1951-1955) Maire de Barbizon (1953-1971)                                                                               |
| 1958-1962 (décès)     | Marcel Houdet                           | DVD              | Négociant, conseiller municipal de Melun |
| 13 janvier 1963-1979  | Marc Jacquet                            | UDR puis RPR     | Député (1951-1955, 1958-1973) - Sénateur (1977-1983) Ministre (1953-1954, 1956-1957 et 1962-1966) Maire de Barbizon (1953-1971) puis de Melun (1971-1983) |
| 1979-1986 (décès)     | René Tabourot                           | DVD puis UDF-CDS | Maire de La Rochette de 1965 à 1986 |
| 1986-2011             | Jean-Claude Agisson                     | UDF-CDS puis UMP | Chef d'entreprise Maire de La Rochette de 1989 à 2008 |
| 2011-2015             | Denis Jullemier                         | UMP              | Chef d'entreprise Adjoint au Maire de Melun Elu en 2015 dans le nouveau Canton de Melun                                                                   |

### Conseillers d'arrondissement (de 1833 à 1940)
Le canton de Melun-Sud avait deux conseillers d'arrondissement.
| Période                                  | Période          | Identité                                         | Étiquette   | Qualité |
| ---------------------------------------- | ---------------- | ------------------------------------------------ | ----------- | --- |
| 1833                                     | 1836             | Baron Jean Lecamus (1762-1846)                   |             | Maréchal-de-camp, maire de Saint-Fargeau                                                                    |
| 1836                                     | 1866 (décès)     | Pierre Bézy                                      |             | Entrepreneur à Melun                                                                                        |
|                                          |                  |                                                  |             | |
| 1855                                     |                  | Paul-Albert-Raymond Barlatier de Mas (1802-1874) |             | Propriétaire cultivateur, maire de Dammarie (1848-1874), Président de la Société d'agriculture de Melun     |
| 1867                                     | 1877             | Adrien Delacourtie (1802-1894)                   |             | Ancien avoué à Paris, propriétaire à Perthes                                                                |
| 1877                                     |                  | Ernest Aubergé                                   | Républicain | Notaire, maire de Melun (1878-1879)                                                                         |
| 1877                                     | 1882 (démission) | Jean-Louis Boucher                               | Républicain | Maire de Dammarie-lès-Lys (1878-1879)                                                                       |
| 1882                                     | 1886             | Alphone Cotelle                                  | Républicain | Manufacturier à Ponthierry                                                                                  |
| 1901                                     | 1907 (décès)     | Pierre-Célestin Harlay (1826-1907)               |             | Ancien instituteur, maire de Dammarie-les-Lys (1892-1904)                                                   |
| 1901                                     | 1925             | Henri-Eugène Petit                               |             | Délégué cantonal à Melun                                                                                    |
| 1907                                     | 1917 (décès)     | Charles Albert Jousselin (1860-1917)             |             | Propriétaire à Chailly-en-Bière                                                                             |
| 1917                                     | 1919             | siège vacant                                     |             | |
| 1919                                     | 1922 (décès)     | Rémy Moreau                                      |             | Cultivateur, ancien maire de Chailly-en-Bière                                                               |
| 1922                                     | 1931             | Adrien Aussière                                  | Radical     | Cultivateur, maire d'Arbonne-la-Forêt                                                                       |
| 1925                                     | 1931             | Georges Malgrain                                 | Radical     | Entrepreneur de travaux publics à Melun                                                                     |
| 1931                                     | 1940             | Jean Morel                                       | Droite-PSF  | Ancien commerçant, propriétaire, adjoint au maire de Melun                                                  |
| 1931                                     | 1940             | Georges Caron                                    | Droite      | Propriétaire cultivateur à Chailly-en-Bière, ancien maire de Barbizon                                       |
| 1940                                     |                  |                                                  |             | Les conseils d'arrondissement ont été suspendus par la loi du 12 octobre 1940 et n'ont jamais été réactivés |
| Les données manquantes sont à compléter. |                  |                                                  |             | |

## Démographie
| 1962 | 1968 | 1975 | 1982 | 1990   | 1999   | 2006   | 2011   | 2012   |
| ---- | ---- | ---- | ---- | ------ | ------ | ------ | ------ | ------ |
| -    | -    | -    | -    | 18 010 | 19 470 | 21 321 | 23 239 | 23 684 |